# ویلیام میلر (بازیکن فوتبال، زاده ۱۸۷۵)
ویلیام میلر (انگلیسی: William Miller؛ ۱۸۷۵ – ۱۳ اوت ۱۹۱۵) بازیکن فوتبال اهل پادشاهی متحد بریتانیای کبیر و ایرلند بود.
از باشگاه‌هایی که در آن بازی کرده‌است می‌توان به باشگاه فوتبال گریمزبی تاون اشاره کرد.